# Jessica Garlick
Jessica Julie Anne Garlick (Derby, 1981) è una cantante britannica.
Ha rappresentato il Regno Unito all'Eurovision Song Contest 2002 svoltosi a Tallinn, dove ha presentato il brano Come Back, classificandosi terza,a pari merito con l'Estonia